# エンヴェル・パシャ
イスマイル・エンヴェル・パシャ（オスマン語: اسماعيل انور, トルコ語: İsmail Enver Paşa、1881年11月22日 - 1922年8月4日）は、オスマン帝国末期の軍人・政治家。青年トルコ人革命の指導者。
1913年以降オスマン帝国の陸軍大臣として兵権を掌握し、1918年まで大宰相メフメト・タラート・パシャと海軍大臣アフメト・ジェマル・パシャとともに三頭政治を行う。しかし、第一次世界大戦後にムスタファ・ケマル・パシャとの政争に敗れ、アナトリアを出奔する。その後はトルキスタンで反ソゲリラに身を投じるも、赤軍の掃討を受けて壮絶な最期を遂げた。

## 生涯

### 生い立ち
エンヴェル・パシャは、下級官吏の子としてイスタンブールにて生まれた。かつては、黒海沿岸のアパナマ、地中海沿岸のアダナなどで生まれという説もあった。一説によれば母はアルバニア系の死体処理業者の娘であったという。
長じてイスタンブールの陸軍士官学校に入学し、ついで陸軍大学でドイツ語とドイツの軍事理論を学ぶ。
1902年に高級参謀過程を次席で卒業し、翌1903年にマケドニア駐留の第三軍団に配属された。
1906年にはマナストゥルでオスマン帝国の立憲改革を目指す統一と進歩委員会（統一進歩団）にひそかに加入し、有力幹部の一員となった。

### 青年トルコ人革命

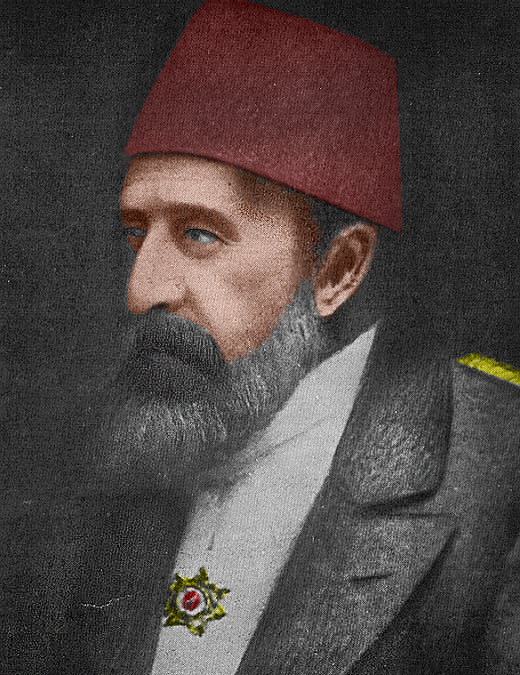
アブデュルハミト2世

1908年7月3日、オスマン帝国憲法の復活を求めてアフメド・ニヤーズィ （レスネのニヤーズィ Resneli Niyazi の名で知られる）先任大尉がレスネ （現マケドニア共和国のレセン）で起こした反乱に呼応し、サロニカで挙兵。これが青年トルコ人革命のはじまりとなった。
はじめ、エンヴェルは軍団とともに山岳地帯に立てこもるが、イスタンブールから送られてきた討伐隊が革命側に寝返ったため、やむなく7月24日にスルタン・アブデュルハミト2世は革命部隊の要求を認め、同年12月に憲政復活がなった。彼はイスタンブールに入るとニヤーズィらとともに立憲革命の英雄としてもてはやされ、統一進歩団の中央委員会への加入を認められたが、要職につくことはできず、ベルリン駐在武官としてドイツに赴任するように命じられた。
翌1909年3月31日、イスタンブールで保守派による反革命暴動が起こった。統一進歩団の指導者らはサロニカの第三軍団長マフムート・シェヴケト・パシャのもとに集結し、イスタンブール奪回を目指した。エンヴェルはドイツから急ぎ帰国し、ムスタファ・ケマル少佐らとともに鎮圧軍の参謀となってイスタンブールに再入城した。

### 三頭政治のはじまり

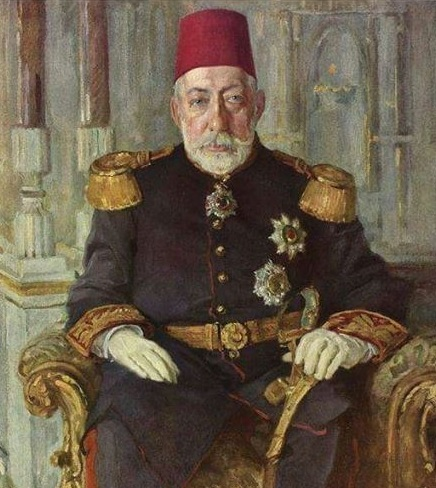
メフメト5世

同年4月27日、アブデュルハミト2世は暴動の責任を問われて退位し、皇弟メフメト・レシャトがメフメト5世として擁立された。しかし、その後も政局の混乱は続いた。
1910年9月28日、イタリア・トルコ戦争が勃発した。エンヴェルはベルリンから急ぎ現地に向かい、包囲網を潜ってトリポリタニアにひそかに上陸し、義勇軍を率いて活躍した。彼はその功によって中佐に昇級した。
1912年10月、第一次バルカン戦争が勃発し、12月までにバルカン同盟軍はイスタンブール至近に迫った。オスマン政府は急遽イタリアと和平したうえ、12月3日に大宰相キャーミル・パシャの主導でバルカン同盟軍と城下の盟を結んだ。これに反対する統一進歩団員は弾圧され、50人が逮捕された。
1913年1月23日、エンヴェルは青年トルコ人革命以来の盟友メフメト・タラート・パシャ、アフメト・ジェマル・パシャらとともにクーデター(大宰相府襲撃事件)を起こした。エンヴェル自身が小部隊を率いて大宰相府を襲撃し、陸軍大臣ナーズム・パシャを射殺し、キャーミル・パシャを辞任させ、マフムート・シェヴケト・パシャを新たな大宰相として擁立した。その後再びバルカン同盟との戦端が開かれたが状況挽回はならず、バルカン半島側の要衝エディルネが陥落した。結局オスマン政府は4月1日に再度の和平を締結した。
6月11日、大宰相シェヴケトが何者かによって暗殺された。ジェマル・パシャは反・統一進歩団派を犯人と断定し、反対派を粛清。後任の大宰相には統一進歩団員でムハンマド・アリー家出身のメフメト・サイード・ハリム・パシャが任じられた。これによって長年の政治的混乱に終止符が打たれ、統一進歩団の指導者であるエンヴェル、ジェマル、タラートによる実質的な「三頭政治」がはじまった。
6月29日、バルカン同盟が領土分配をめぐって決裂し、第二次バルカン戦争がはじまった。オスマン軍はこの戦いに介入し、エンヴェルはエディルネを奪回した。彼はこの功績によって翌年1月に少将（パシャ）となり、陸軍大臣・総参謀長に就任した。こうしてエンヴェルはオスマン帝国の全軍を掌握し、守旧派将校たちを予備役に編入するなど軍制改革を断行した。またエンヴェルはスルタンの姪、ナジエ内親王と結婚した。

### 第一次世界大戦

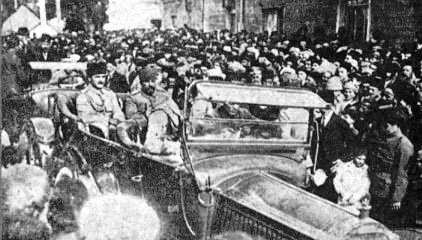
エンヴェル・パシャ（1918年）

1914年6月28日、第一次世界大戦が勃発した。オスマン帝国には双方の陣営から働きかけがなされ、国内でも自国の出方をめぐって激論が交わされたが、結局親独派のエンヴェルが押し切るかたちでドイツ側に参戦することが決定された。11月11日、青年トルコの傀儡であったメフメト5世はジハードを布告し、正式にオスマン帝国の参戦が宣言された。
エンヴェルはかねて中央アジアからバルカンにいたるテュルク系諸民族をオスマン帝国の旗のもとに大統一するという汎テュルク主義の理想を抱いていた。その第一歩として東部アナトリアに進出したロシア軍に対して大攻勢に出てこれを駆逐し、カフカス地方を確保するというサルカムシュ作戦が計画された。
そして、エンヴェル自身が東部戦線に出て陣頭指揮をとるが、補給や装備の杜撰さに加え、ロシア軍の反撃によって莫大な損害をこうむった。さらにロシア軍への協力を罰するためとしてアルメニア人のシリアへの強制移住が行われ、死の行進と混乱のなかで一説では200万人にのぼるとされるアルメニア人がトルコ軍によって虐殺されたといわれる。（アルメニア人虐殺）
エンヴェルは汎テュルク主義に加えて汎イスラーム主義を唱えてイスラーム世界の団結を呼びかけ、イランや北アフリカで連合軍に対する抵抗を起こさせるなど努力を重ねたが、戦況は次第に不利に向かった。イギリスの工作によってアラブ諸族が反乱を起こし、西部戦線ではブルガリアが連合国に降伏した。
これによりドイツとの連絡・補給が絶たれて戦争継続がますます困難になり、一ヶ月後の1918年10月30日、ついにオスマン帝国はムドロス休戦協定を結び連合国へ降伏した。

### 没落への道
第一次世界大戦の敗北後、エンヴェルは盟友タラートらとともにイスタンブールを脱出した。彼らは黒海からクリミアを経てひとまずドイツのベルリンに亡命した。ここでエンヴェルはドイツ国防相のゼークトや、ポーランド系のユダヤ人ボリシェヴィキでドイツ共産党創設にかかわったカール・ラデックなどと知り合い、ドイツ・ロシア・トルコの三国で反連合国同盟を結んで、カフカスと中央アジアを根拠地に英領インドを攻略するという計画をとなえた。
折から成立間もないソビエト連邦は、中央アジアのテュルク系諸民族の支持を得るためにエンヴェルの名声を利用することを策しており、このソ連政府の意を受けたラデックらの説得により、1920年8月14日にエンヴェルはモスクワへ入った。エンヴェルも彼らの力を借りてオスマン帝国を復興することを目論んでいたとされる。
この時期にエンヴェルはさまざまな人物と接触しており、その中にはタタール人の革命運動家であるスルタンガリエフも含まれている。はじめ政敵とはいえ、ソ連政府の支援により祖国解放のために戦っているムスタファ・ケマルのアンカラ政府に武器を援助することを試みたが、この計画は混乱のなかでさしたる意味も効果も持たなかったという。
同年9月はじめ、エンヴェルはバクーで開かれた東方諸民族大会に出席し、イスラーム革命団体連合を結成。また、アナトリアに乗り込んで、ムスタファ･ケマルに代わって政権を掌握してトルコを解放することを目論み、叔父ハリル・パシャをアナトリアへ送り込み、自身もグルジアのバトゥミで待機に入った。しかし計画はムスタファ・ケマルのギリシャ軍に対する赫々たる勝利を前に失敗に終わった。

### 「エンヴェル・パシャの最後の冒険」

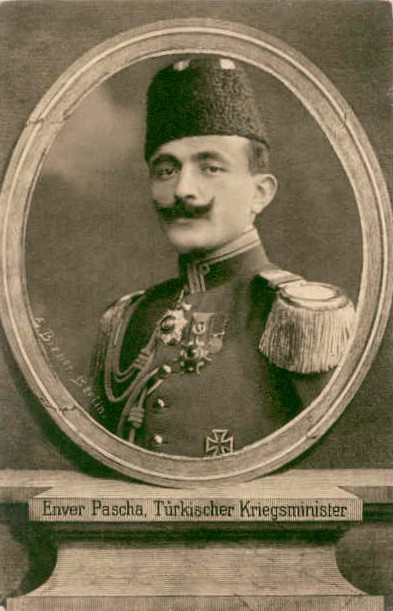
エンヴェル・パシャ

エンヴェルはアナトリアへ帰ることを諦め、トルキスタンに新たな活躍の舞台を求めた。当時トルキスタンのムスリムによる反ソゲリラ、バスマチの活動が盛んであったため、ソ連政府はテュルク系諸民族のあいだで名声を保つエンヴェルをトルキスタンの赤軍に送り込むことでバスマチへの支持を切り崩そうと考えていた。
1921年10月、エンヴェルはソ連側の思惑を受けてトルキスタンの中心都市ブハラに入った。彼はこのとき既にソ連から離れ、バスマチのもとに乗り込んで彼らを自らの子飼いとする計画を持っていた。
11月8日、エンヴェルは猟を装って行方をくらまし、バスマチの勢力圏に入った。彼はこれ以後「大トゥラン革命軍司令官」と称し、汎テュルク主義の理想のもとにトルキスタン諸民族の団結と対ソ連闘争を呼びかけた。彼の究極の目的はトルキスタンのテュルク諸族を率いてオスマン帝国を復興することであったが、最初に同盟を呼びかけたバスマチの首領のひとり、山岳部族の族長イブラヒム・ベクによってエンヴェルは軟禁されてしまう。
翌年2月にエンヴェルはようやく釈放された。ソ連政府はエンヴェルと再び手を結ぶ可能性を探っていたが、彼はこれを拒絶し、タジキスタン地方で転戦した。
3月にはドゥシャンベを占領したが、エンヴェルが実際に動員できる兵はわずかであり、セルゲイ・カーメネフ率いる赤軍の攻勢の前に次第に劣勢に追い込まれていった。実情が知れるにつれ、はじめエンヴェルへの協力を申し出たアフガニスタンのアマーヌッラー・ハーンなどもエンヴェルを見捨てていった。
エンヴェルは赤軍の掃討作戦によって次第に東方へ追い込まれていき、8月4日にフェルガナ盆地東部のアビデルヤ村で休憩中に赤軍の奇襲を受けた。彼はなお付き従っていた30人の部下とともに機関銃を乱射する赤軍に向かって最後の突撃を敢行し、壮烈な戦死を遂げたといわれる。ただし、彼の死の状況をめぐってはほかにもいくつかの異説がある。
半月ほどのち、彼の死は児童文学作家としても有名なイギリスのジャーナリスト、アーサー・ランサムによって「エンヴェル・パシャの最後の冒険」と題してヨーロッパに伝えられた。

## 参考資料
- 山内昌之 『納得しなかった男 ―エンヴェル・パシャ 中東から中央アジアへ』 岩波書店、1999年 ISBN 978-4-0000-1551-6
- 大島直政 『ケマル・パシャ伝』 新潮社<新潮選書>、1984年 ISBN 978-4-1060-0265-6